# Nerello Mascalese
Nerello Mascalese ist eine rote Rebsorte, die nach der Sorte  Nero d’Avola die am häufigsten angebaute Rebsorte auf Sizilien ist. Sie rangiert damit noch vor der Sorte Nerello Cappuccio. Für die Freien Gemeindekonsortien bzw. Metropolitanstädten Agrigent, Catania, Enna, Messina, Palermo, Ragusa, Syrakus und Trapani gibt es Anbauempfehlungen. Zugelassen ist sie ebenfalls in der Provinz Catanzaro in der Festlandregion Kalabrien.
Die spätreifende Sorte wird sortenrein und im Verschnitt häufig zu Tafelwein akzeptabler Qualität verarbeitet. In der DOC-Region Etna wird er zu sehr hochwertigen tanninreichen und ausgewogenen Rotweinen verarbeitet. Nerello Mascalese wird an den Hängen des Vulkans Ätna in einer Höhe von 800 bis 1000 m ü. NN angepflanzt. Wenn die Trauben im entrappten Zustand gekeltert werden, heißt die Spezialität dort pesta imbotta. Außerdem darf die Sorte im raren roten Marsala verwendet werden.
In einer 2008 veröffentlichten Untersuchung wurde bei Nerello Mascalese eine Verwandtschaft zur Rebsorte Sangiovese vermutet. Aufgrund der noch nicht zweifelsfrei ermittelten Eltern der Sorte Sangiovese lässt sich das genaue verwandtschaftliche Verhältnis noch nicht präzisieren.
Die bestockte Fläche betrug Ende der 1990er Jahre etwa 12.270 Hektar. 2016 wurden weltweit 1.805 ha erhoben.
Siehe auch den Artikel Weinbau in Italien sowie die Liste von Rebsorten.

## Synonyme
25: Mascalese Nera, Mascali, Mascalisi, Mascoli, Negrello, Negrello 39, Nerello, Nerello Amaro, Nerello Calabrese, Nerello Carbunaru, Nerello di Mascali, Nerello Nostrale, Nerello Paesano, Nerello Trialato, Nerona di Viggiano, Niereddo, Niereddu, Niredda, Nireddu, Nirello, Nirello Mascalese, Niureddu, Niureddu Mascalese, Niureddu Mascalisi, Niureddu Mascatisi.